# Эпигонусы
Эпигонусы (лат. Epigonus) — род лучепёрых рыб семейства большеглазовых (Epigonidae). Максимальная длина тела представителей разных видов варьирует от 5,9 до 75 см.
Представители рода широко распространены в водах Атлантического, Индийского и Тихого океанов от Исландии до  55° ю. ш. Обитают в водах материкового склона и на подводных поднятиях на глубине от 120 до 140Q м.

## Описание
Тело удлинённое, веретеновидное, несколько сжато с боков. Чешуя ктеноидная, крупная, легко опадающая; степень развития шипиков на чешуе сильно варьирует у разных видов. Шип на жаберной крышке есть, но значительно варьирует по форме и степени окостенения у разных видов, у некоторых видов отсутствует. Два спинных плавника. В первом спинном плавнике 7 или 8 жёстких лучей. Во втором спинном плавнике один жёсткий и 9 или 10 мягких лучей. В анальном плавнике 2 жёстких и 23 мягких луча. Глаз большой, круглой или овальной формы.

## Классификация
В состав рода включают 39 видов:
- Epigonus affinis Parin & Abramov, 1986
- Epigonus angustifrons Abramov & Manilo, 1987
- Epigonus atherinoides (Gilbert, 1905) — Атериновидный эпигонус, или желтопёрый эпигонус[1]
- Epigonus carbonarius Okamoto & Motomura, 2011
- Epigonus chilensis Okamoto, 2012
- Epigonus constanciae (Giglioli, 1880)
- Epigonus crassicaudus de Buen, 1959
- Epigonus ctenolepis Mochizuki & Shirakihara, 1983
- Epigonus denticulatus Dieuzeide, 1950 — Зубатый эпигонус
- Epigonus devaneyi Gon, 1985
- Epigonus draco Okamoto, 2015
- Epigonus elegans Parin & Abramov, 1986
- Epigonus elongatus (Parr, 1933)
- Epigonus exodon Okamoto & Motomura, 2012
- Epigonus fragilis (Jordan & Jordan, 1922)
- Epigonus glossodontus Gon, 1985
- Epigonus heracleus Parin & Abramov, 1986
- Epigonus indicus Idrees Babu & Akhilesh, 2020
- Epigonus lenimen (Whitley, 1935) — Австрало-новозеландский эпигонус
- Epigonus lifouensis Okamoto & Motomura, 2013
- Epigonus machaera Okamoto, 2012
- Epigonus macrops (Brauer, 1906) — Малотычиночный эпигонус[1]
- Epigonus marimonticolus Parin & Abramov, 1986
- Epigonus merleni McCoser & Long, 1997
- Epigonus notacanthus Parin & Abramov, 1986
- Epigonus occidentalis Goode & Bean, 1896
- Epigonus okamotoi Fricke, 2017
- Epigonus oligolepis Mayer, 1974
- Epigonus pandionis (Goode & Bean, 1881)
- Epigonus parini Abramov, 1987
- Epigonus pectinifer Mayer, 1974 — Гребенчатый эпигонус[1]
- Epigonus robustus (Barnard, 1927) — Очковый эпигонус
- Epigonus telescopus (Risso, 1810) — Большеглаз, или эпигонус-телескоп
- Epigonus thai Prokofiev & Bussarawit, 2012
- Epigonus tuberculatus Okamoto & Motomura, 2013
- Epigonus waltersensis Parin & Abramov, 1986